# Amselia heringi
Amselia heringi är en fjärilsart som beskrevs av Hans Georg Amsel 1935. Amselia heringi ingår i släktet Amselia och familjen Crambidae. Inga underarter finns listade i Catalogue of Life.